# Czuryły (Białoruś)
Czuryły (biał. Чурылы, Czuryły; ros. Чурилы, Czuriły) – wieś na Białorusi, w obwodzie mińskim, w rejonie dzierżyńskim, w sielsowiecie Niehorele, przy drodze magistralnej M1.